# Валидност
Валидността е логическа категория. Представлява особен дедуктивен аргумент и се отнася собствено към дедуктивната логика, свързвайки се с предиката, т.е. с логическия изказ. Аргументът се състои от една или няколко логически предпоставки и заключение. Ако предпоставките са правилни, следователно и заключението е вярно, а ако е на обратно, т.е. не е вярно, се казва, че аргументът е невалиден.

## Примери
Пример за валиден аргумент е следния:
| „ | Всички хора са смъртни. Сократ е човек. Следователно Сократ е смъртен. | “ |

Това е валиден аргумент защото ако Сократ е човек (първа предпоставка), и ако хората са смъртни (втора предпоставка), заключението, че Сократ е смъртен е валидно.
Пример за невалиден аргумент е следния:
| „ | Всички хора са смъртни. Сократ е смъртен. Следователно Сократ е човек. | “ |

В този случай не е невъзможно, ако предикатите са верни, изводът да е невалиден. Не е невъзможно да си представим, че в случая Сократ е например птица, и следователно даже първите две предпоставки да са верни, то заключението не е вярно. Поради възможността този аргумент да бъде валиден, се смята за невалиден, т.е. казано с други думи в случая Сократ може да бъде човек, но може да бъде и птица, следователно заключението, че Сократ е човек е невалидно.

## Психологическа валидност
Валидността е достатъчен критерий за качество на психологическите методи за изследователски и диагностични цели. Валидността определя:
1. съдържателната област;
2. обективната област;
3. измеримата семантична област или
4. предметната област,

всяка от които може да бъде отразена от даден метод.
При анализа на метода се идентифицира и диференцира, а по възможност също и постепенно или числово се оценява и измерва феноменалната област, която може да бъде изследвана с помощта на метода. По такъв начин валидността показва какво отразява метода и то по отношение на това, което той трябва да отрази. Следователно валидността е целта на всички методично-теоретични процедури в рамките на претеглянето на методи и конструирането на тестове. Тя определя преди всичко значимостта като методология в психологията, както представителността и полезността на методиката.

### Валидация
Процесът на определяне на валидността се нарича валидация. Валидацията в широк смисъл е целия процес на конструиране и претегляне на методи и особено на анализа на тестовите единици и определянето на надеждността и обективността, тъй като тези критерии и подходи представляват необходими условия за валидацията. По правило се различават три класа (също „типа“, или „основни форми“) на валидност:
1. съдържателна валидност;
2. критерийна валидност и
3. многостепенна валидност.

#### Съдържателна валидация
При съдържателната валидация съвкупността от тестови единици е най-добрата оценка на валидност. Тя намира приложение, когато няма наличност на достатъчни операционализиращи форми за критериите на валидност или подобна процедура може да отпадне директно, както например при проверката на множество навици или автоматизирани способности (машинопис, правопис и т.н.) Съдържателната валидация може да бъде оценена, от една страна, посредством извадка от експерти („експертна“ валидация), а от друга – да бъде дефинирана, като се изхожда от непосредствената представа на неспециалисти (очевидност) относно валидността на проверяващата процедура. Съответно към съдържателната спадат също и други форми на валидност:
1. логическа валидност;
2. представителна валидност и
3. първична или очевидна валидност.

Най-известното приложение на съдържателната валидност е в устните и писмените изпити – например тези в училищата и университетите.

#### Критерийна валидност
Критерийната валидност се определя посредством степента на съответствие между съдържателната същност на метода и един или повече критерии (т.нар. критерии на валидност). Критерийната валидност представлява по-висша форма на валидност от съдържателната, тъй като тя позволява числова информация за валидност, която се получава с помощта на метода и сгъстяващите информация индикатори. Нейната стойност зависи преди всичко от валидността на критериите, както и от вида на проверката на релациите между метод и критерий/критерии. За обхващането на релациите се използват корелационно-статистични средства. За вътрешна критерийна валидност се говори, когато методът и способът за получаване на критерия методико-теоретично принадлежат към един и същи клас, примерно тест и тест, метод за оценка и метод за оценка. При външната критерийна валидност, двата метода не принадлежат към общ клас, примерно тестово постижение и оценки в училище.

#### Многостепенна валидност
Конкуриращата валидност представлява валидност, проверявана чрез друг наличен критерий за валидност.
Прогностичната или предиктивна критерийна валидност е съответно тази, която се проверява с критерий, получен по-късно, чиято поява обаче е предстазана по вид и степен на изразеност от метода (предиктирана, прогностицирана), например прогноза на училищна способност при деца в предучилищна възраст с помощта на тест за училищна способност, която бива проверена след едногодишно посещение на училище по показания успех.
Диференциалната валидност е проста форма на валидност, която се предприема за конвергентна и дискриминантна проверка на валидност.
За конвергентна критерийна валидност се говори, когато тестирането на валидност се провежда чрез проверка на степента на съответствие с друг критерии за валидност, принадлежащ към същата област на валидност, например сензорна абстракция и сензорна абстракция.
Дискриминантната критерийна валидност дава резултата от проверката на степента на несъответствие с критерий, лежащ извън областта на валидност на метода, например сензорна абстракция и невротицизъм. Тези способи се използват за проверка на специфичността на даден метод.
Дискриминантната валидност изразява различието например между групи лица относно един или повече признака, различаващи областите на валидност.
При мултипленната критерийна валидност проверката на валидност на даден метод протича едновременно по отношение на няколко критерия, докато при диференциалната критерийна валидност проверовъчната процедура относно няколко критерия се предприема последователно.
Теоретично ориентираната валидност, най-често постигана чрез многостепенна валидация, изразява резултата от дадена проверка, която е достатъчно теоретично обоснована, последователна, най-често йерархично построена, в процеса на която различни форми на валидация и/или методи на валидация биват използвани за многократна, разширена и задълбочена обработка на информацията.
Факториалната валидност представлява резултатът от проверката на поне две процедури на валидация – корелативната и факторно-аналитичната проверка. Последната позволява редукцията примерно на релациите между променливите до факториални общности и техните взаимовръзки, които след това се интерпретират като измерения на валидност, латентни променливи, хомогенности и други.
Конструктивната валидност (конструкт, реконструкт) има за цел, с помощта на определена психологична теория относно измеримата обективна област, да обясни по-пълно значението на метода, който трябва да бъде валидиран.
Представителните валидности са показатели само за вътрешната валидност на определен метод. Външната валидност на метода се оценява посредством методико-теоретично обоснованото планиране на изследването и преди всичко чрез стандартизирането на метода (претегляне на методи, нормиране, извадка, теория на тестовете, психологична, планиране на експеримента).